# François Gérard (homme politique)
Pour les articles homonymes, voir François Gérard (homonymie) et Gérard.
François Gérard, né le 31 décembre 1880 à Paris et mort le 20 février 1929 à Paris, est un homme politique français.

## Biographie
François Gérard, baron Gérard, naît à Paris 8e le 31 décembre 1880, fils de Maurice, baron Gérard et de Béatrix de Dampierre.
Fils de Maurice Gérard et petit-fils d'Henri Gérard, anciens députés du Calvados, il succède à son père comme député du Calvados, de 1919 à 1929. 
À l'Assemblée, Il siège à droite. Il appartient à la commission de la Marine marchande et à celle des Marchés. 
Il est aussi maire de Maisons et conseiller général du canton de Bayeux, de 1923 à sa mort, en 1929.
En 1927, il contribue à l'achat par le conseil général du Calvados, du château de Bénouville, une des rares œuvres civiles subsistantes de l'architecte Claude-Nicolas Ledoux.
La maladie l'emporte prématurément en 1929. Il était décoré de la croix de guerre. Ses obsèques sont célébrées à l'église Saint-Philippe-du-Roule et il est inhumé au cimetière du Montparnasse.

## Mariage et descendance
En 1908, il épousa Catherine d'Aliney d'Elva (1888-1977), nièce du sénateur Christian d'Elva.
De ce mariage, est issue uniquement une fille, Antoinette, mariée avec François-Charles d'Harcourt , 11e duc d'Harcourt, d'où deux fils, François et Jean.

## Distinctions
- Croix de guerre 1914–1918